# Osman Nuhu Sharubutu
Osman Nuhu Sharubutu (Accra, 23 april 1919) is een Ghanees imam en een islamitische geleerde. 

## Levensloop

### Biografie
Sharubutu is geboren in de sloppenwijk Old Fadama in het centrum van Accra. Zijn ouders waren Nuhu Sharubutu en Hajja Ayishatu Abbass, handelaren van Hausa afkomst uit het noorden van Nigeria. Zijn ouders onderwezen Sharubutu thuis, maar in zijn tienerjaren vertrok hij naar Kumasi, waar hij onder andere de Arabische literatuur, de Hadiths en de islamitische jurisprudentie bestudeerde. Na zijn studie bleef hij in Kumasi wonen en begon als leraar op een koranschool werken.

### Carrière
In 1974 werd Sharubutu voorgedragen als de ‘regionale hoofdimam’ van Ghana, maar dit aanbod weigerde hij vanwege druk van hooggeplaatste islamitische stamleiders. In 1993 werd Sharubutu benoemd tot 'hoofdimam' van Ghana. Zijn voornaamste doel is om een interreligieuze dialoog en om een vreedzaam samenleven tussen moslims en christenen, de twee dominante religieuze groepen in Ghana, te bevorderen.
De voormalige president van Ghana, John Agyekum Kufuor, beschreef Sharubutu als een wijze man die de Nobelprijs voor de Vrede verdient voor het opkomen voor 'vredesopbouw', niet alleen in Ghana, maar ook in andere delen van het Afrikaanse continent.
Op 16 juli 2021, bij de opening van de op de Blauwe Moskee gebaseerde Nationale Moskee van Ghana (in Accra), verzorgde Sharubutu op 102-jarige leeftijd het vrijdaggebed. Onder de aanwezigen waren onder andere de Ghanese president Nana Akufo-Addo, de Nigerese politici Mohamed Bazoum en Mahamadou Issoufou, de Turkse vicepresident Fuat Oktay en de voorzitter van Diyanet, Ali Erbaş.